# Franco Pace
Franco Pace (* 1942 in Tunis) ist ein italienischer Segelsport- und Yacht-Fotograf.

## Leben
Franco Pace wurde in Tunis geboren, aber bereits ein Jahr später zogen seine Eltern an die italienische Adria, nach Triest. Er war für seine Fotos viel unterwegs und brachte etliche Bücher und Kalender auf den Markt, die alle Facetten des Segelsports zeigen.

## Veröffentlichungen
- Klassische Yachten. Delius Klasing, Bielefeld 1994, ISBN 3-7688-0859-9 (Bildband)
- William Fife: die Kunst des Yachtbaus, Bielefeld 1998, ISBN 3768810704
- Olin Stephens - Sparkman & Stephens. Klassische Yachten der Moderne. Delius Klasing, Bielefeld 2002, ISBN 3-7688-1384-3
- mit Svante Domizlaff: Klassische Yachten im Mittelmeer. Delius Klasing, Bielefeld 2004, ISBN 3-7688-1553-6
- mit Svante Domizlaff: Herreshoff, Der Zauberer aus Bristol und seine Yachten. Bielefeld 2006, ISBN 376881839X
- Die großen klassischen Segeljachten
- Die J-Klasse - Königinnen der Meere (vergriffener Bildband), ISBN 3768809196

| Personendaten    | Personendaten                                |
| ---------------- | -------------------------------------------- |
| NAME             | Pace, Franco                                 |
| KURZBESCHREIBUNG | italienischer Segelsport- und Yacht-Fotograf |
| GEBURTSDATUM     | 1942                                         |
| GEBURTSORT       | Tunis                                        |